# Cloyes-les-Trois-Rivières
Cloyes-les-Trois-Rivières es una comuna nueva francesa situada en el departamento de Eure y Loir, de la región de Centro-Valle de Loira.

## Historia
Fue creada el 1 de enero de 2017, en aplicación de una resolución del prefecto de Eure y Loir de 25 de mayo de 2016 con la unión de las comunas de Autheuil, Charray, Cloyes-sur-le-Loir, Douy, La Ferté-Villeneuil, Le Mée, Montigny-le-Gannelon, Romilly-sur-Aigre y Saint-Hilaire-sur-Yerre, pasando a estar el ayuntamiento en la antigua comuna de Cloyes-sur-le-Loir.

## Demografía
| Gráfica de evolución demográfica de Cloyes-les-Trois-Rivières entre 1800 y 2013 |
|                                                                                 |

Los datos entre 1800 y 2013 son el resultado de sumar los parciales de las nueve comunas que forman la nueva comuna de Cloyes-les-Trois-Rivières, cuyos datos se han cogido de 1800 a 1999, para las comunas de Autheuil, Charray, Cloyes-sur-le-Loir, Douy, La Ferté-Villeneuil, Le Mée, Montigny-le-Gannelon, Romilly-sur-Aigre y Saint-Hilaire-sur-Yerre de la página francesa EHESS/Cassini. Los demás datos se han cogido de la página del INSEE.

## Composición
| Comuna delegada         | Código INSEE | Población (2013) | Superficie (km²) | Densidad (hab./km²) |
| ----------------------- | ------------ | ---------------- | ---------------- | ------------------- |
| Autheuil                | 28017        | 202              | 16.07            | 13                  |
| Charray                 | 28083        | 110              | 10.98            | 10                  |
| Cloyes-sur-le-Loir      | 28103        | 2762             | 19.85            | 139                 |
| Douy                    | 28133        | 566              | 6.84             | 83                  |
| La Ferté-Villeneuil     | 28150        | 380              | 8.41             | 45                  |
| Le Mée                  | 28241        | 262              | 19.11            | 14                  |
| Montigny-le-Gannelon    | 28262        | 481              | 8.95             | 54                  |
| Romilly-sur-Aigre       | 28318        | 485              | 12.14            | 40                  |
| Saint-Hilaire-sur-Yerre | 28340        | 525              | 16.84            | 31                  |